# Stockheim (Rügland)
Stockheim (fränkisch: „Schdougum“) ist ein Gemeindeteil der Gemeinde Rügland im Landkreis Ansbach (Mittelfranken, Bayern). Stockheim liegt in der Gemarkung Unternbibert.

## Geografie
Der Weiler liegt am Stockheimer Bach, einem rechten Zufluss der Bibert. Im Südwesten grenzt das Ebenholz an, 0,75 km nordöstlich liegt die Flur Vockenloch, 0,75 km südöstlich liegt die Steinleiten. Eine Gemeindeverbindungsstraße führt nach Unternbibert zur Kreisstraße AN 24 (1,3 km nordöstlich) bzw. zu einer Gemeindeverbindungsstraße (0,6 km südöstlich), die nach Rosenberg zur Staatsstraße 2255 (1,5 km östlich) bzw. nach Neustetten führt (4 km westlich).

## Geschichte
Es ist anzunehmen, dass Stockheim wie die anderen Orte in dieser Gegend, die mit -heim enden (z. B. Görgsheim und Sauernheim), von fränkischen Siedlern im 8. Jahrhundert gegründet wurde. Erstmals urkundlich erwähnt wurde der Ort 1250 als „Stockheim“ mit der Bedeutung Zur Wohnstätte bei den ausgestockten Feldern. Es handelt sich also um ein Gebiet, das durch Rodung gewonnen wurde.
Der Würzburger Augustinereremit und Magister Johannes von Karlstadt († 1413) kaufte im 14. Jahrhundert für 80 Talente in Stockheim ein Gefälle samt den sieben bestehenden Anwesen und schenkte es dem Kloster Heilsbronn. Im Dreißigjährigen Krieg blieb der Ort weitestgehend verschont.
Gegen Ende des 18. Jahrhunderts gab es in Stockheim 8 Anwesen und 1 Gemeindehirtenhaus. Das Hochgericht übte das brandenburg-bayreuthische Stadtvogteiamt Markt Erlbach im begrenzten Umfang aus. Es hatte ggf. an das brandenburg-ansbachische Hofkastenamt Ansbach auszuliefern. Die Dorf- und Gemeindeherrschaft hatte das brandenburg-bayreuthische Kastenamt Neuhof inne. Grundherren waren das Kastenamt Neuhof (2 Höfe, 1 Dreiviertelhof, 3 Güter, 1 Leerhaus) und das Rittergut Rügland der Herren von Crailsheim (1 Gut). Es gab zu dieser Zeit 7 Untertansfamilien. Von 1797 bis 1808 unterstand der Ort dem Justiz- und Kammeramt Ansbach.
Im Rahmen des Gemeindeedikts wurde Stockheim dem 1808 gebildeten Steuerdistrikt Unternbibert und der 1811 gegründeten Ruralgemeinde Unternbibert zugeordnet. In der freiwilligen Gerichtsbarkeit unterstand ein Anwesen von 1820 bis 1848 dem Patrimonialgericht Rügland.
Im Zuge der Gebietsreform in Bayern wurde Stockheim am 1. Januar 1977 nach Rügland eingemeindet.

## Einwohnerentwicklung
| Jahr      | 001818 | 001840 | 001861 | 001871 | 001885 | 001900 | 001925 | 001950 | 001961 | 001970 | 001987 | 002014 |
| Einwohner | 54     | 49     | 59     | 54     | 63     | 53     | 58     | 76     | 45     | 47     | 43     | 40     |
| Häuser    | 9      | 10     |        |        | 9      | 10     | 10     | 11     | 10     |        | 9      |        |
| Quelle    | [ 16 ] | [ 17 ] | [ 18 ] | [ 19 ] | [ 20 ] | [ 21 ] | [ 22 ] | [ 23 ] | [ 24 ] | [ 25 ] | [ 26 ] | [ 1 ]  |

## Religion
Der Ort ist seit der Reformation evangelisch-lutherisch geprägt und bis heute nach St. Bartholomäus (Unternbibert) gepfarrt. Die Einwohner römisch-katholischer Konfession sind nach St. Dionysius (Virnsberg) gepfarrt.